# Єлизавета Доротея Саксен-Гота-Альтенбурзька
Єлизавета Доротея Саксен-Гота-Альтенбурзька (нім. Elisabeth Dorothea von Sachsen-Gotha-Altenburg; 8 січня 1640 — 24 серпня 1709) — принцеса Саксен-Гота-Альтенбурзька, дочка герцога Саксен-Готи Ернста I та Єлизавети Софії Саксен-Альтенбурзької, дружина ландграфа Гессен-Дармштадту Людвіга VI.

## Життєпис
Єлизавета Доротея народилась 8 січня 1640 року у Кобурзі. Вона була другою дитиною в родині Ернста Саксен-Веймарського, який в тому ж році став володарем новоствореного герцогства Саксен-Готського, та його дружини Єлизавети Софії Саксен-Альтенбурзької. Старший брат дівчинки, Йоганн Ернст, помер за рік до її народження. Згодом в неї народилося ще шістнадцятеро братів і сестер, троє з яких померли під час епідемії натуральної віспи у грудні 1657 року.

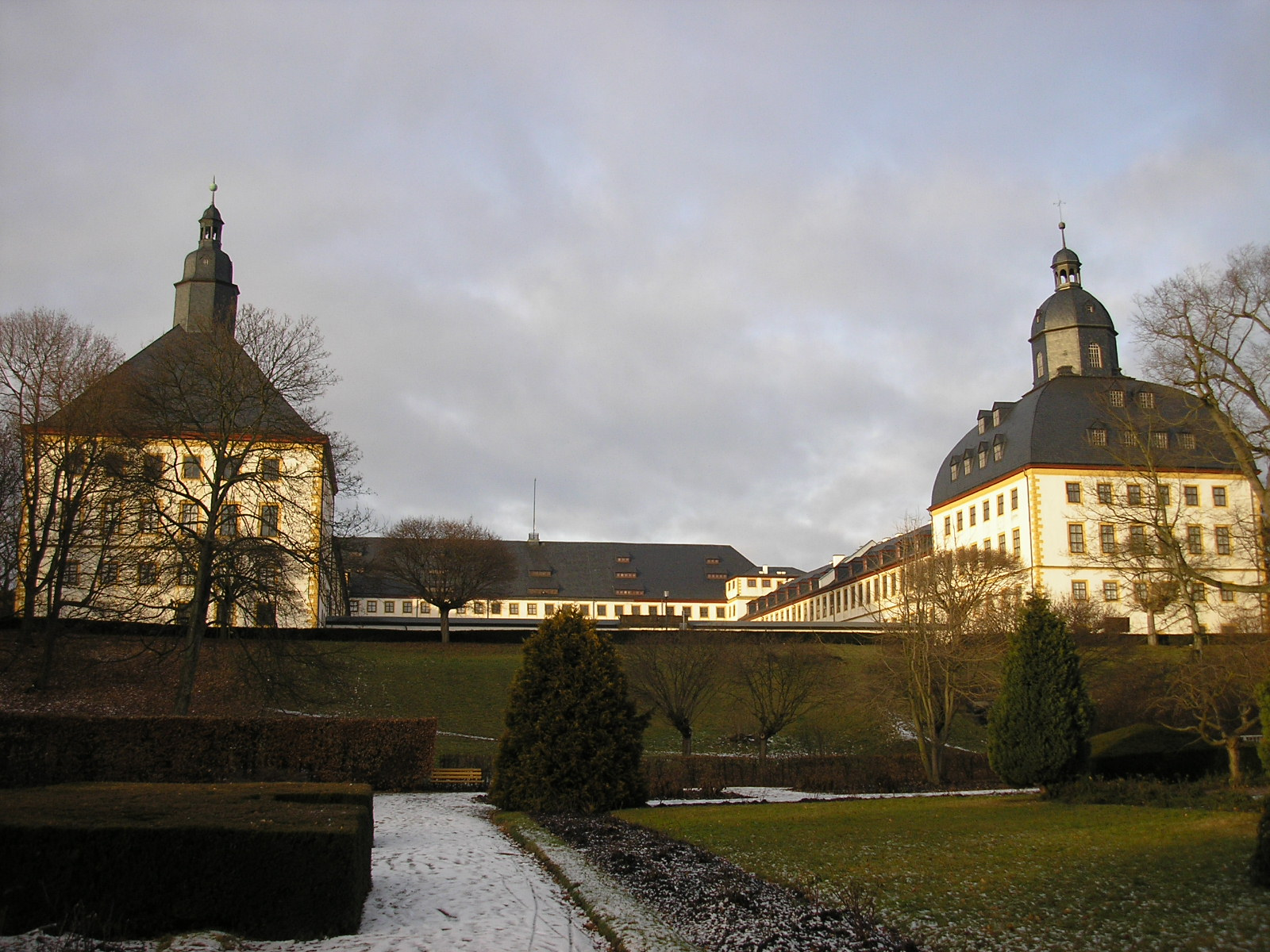
Палац Фріденштайн у Готі

Батько Єлизавети, Ернст I, був мудрим і справедливим правителем. Він доклав багато зусиль для підняття рівня життя та добробуту свого народу і держави. Він провів низку реформ у різноманітних галузях, знизив податки, виділяв кошти з державної скарбниці на розвиток сільського господарства. Місто Гота, розбудовуючись, ставало культурним та освітнім центром держави.
5 грудня 1666 року 16-річну Єлизавету Доротею було повінчано із Людвігом VI, ландграфом Гессен-Дармштадту, старшим від неї на десять років. Весілля відбулося у палаці Фріденштайн. Людвіг був близьким другом молодшого брата Єлизавети — Фрідріха. Для нареченого це стало другим шлюбом. Від першого у нього залишилося шестеро дітей.
За рік у подружжя народилася перша спільна дитина — син Ернст Людвіг. Разом вони мали восьмеро дітей.
Людвіг помер у 48-річному віці 1678 року. Його син від першого шлюбу процарював під іменем Людвіга VII вісімнадцять тижнів і помер від наслідків шигельозу (тоді називали дизентерією), не залишивши нащадків. Наступним ландграфом Гессен-Дармштадту став Ернст Людвіг. Єлизавета Доротея ввійшла до складу регентської ради, очолюваної Вайпрехтом фон Геммінгеном. Ландграфиня цікавилася політикою і була при цьому досвідченою і енергійною жінкою, тож відвідувала засідання ради особисто. Країна під час цього мудрого правління набула розквіту.
Під час регентства Єлизавети було побудовано притулок Homburger у передмісті Дармштадту. Після закінчення правління ландграфиня оселилася у містечку Буцбах, що входило до її посагу. Звідти вона намагалася справляти позитивний вплив на свого царюючого сина.
Від 1667 року вела щоденник, де описувала особисте, політичне та придворне життя.
Померла Єлизавета Доротея у Буцбаху 24 серпня 1709 року на семидесятому році життя.

## Родина

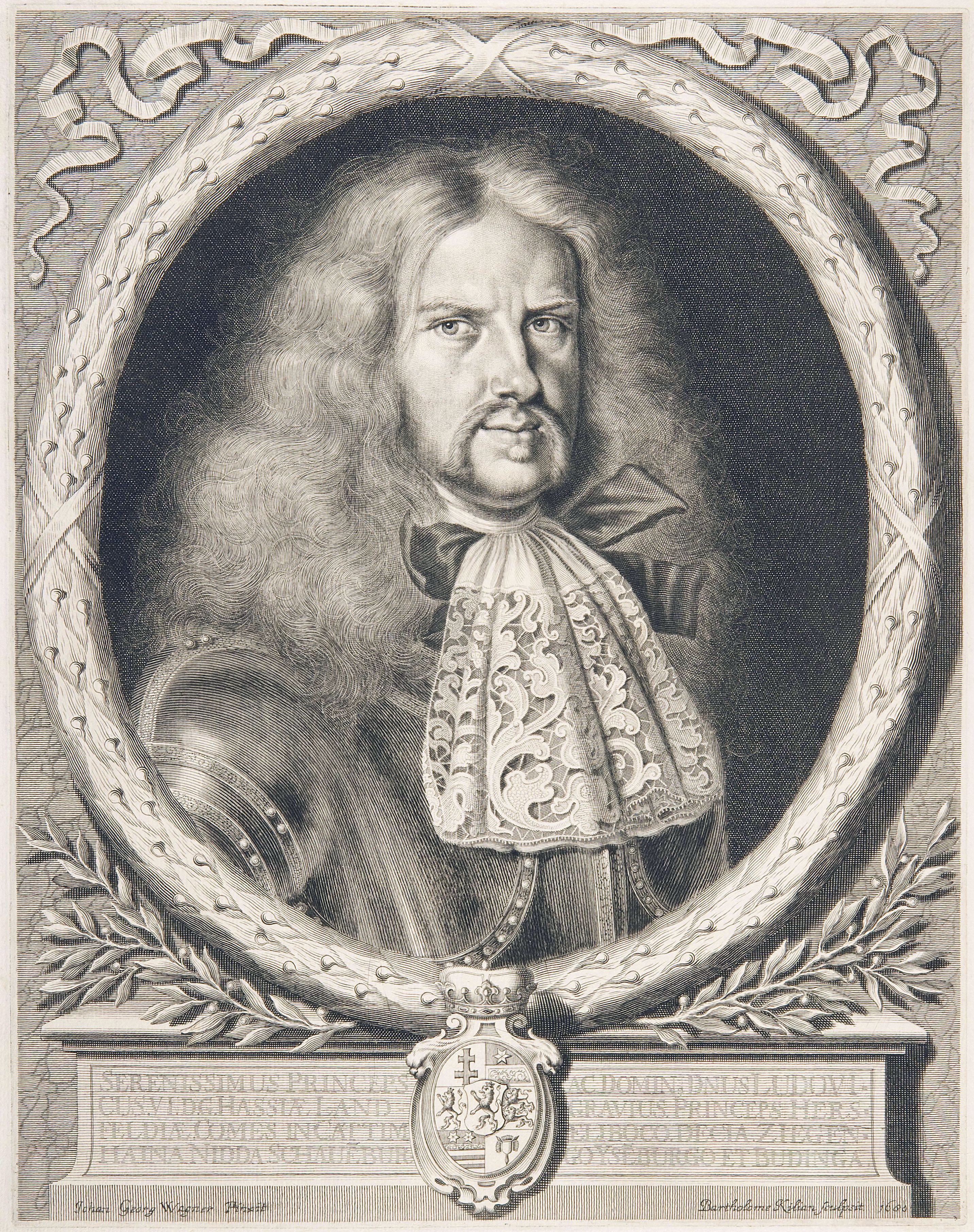
Людвіг VI

Чоловік — Людвіг VI, ландграф Гессен-Дармштадтський
Діти:
- Ернст Людвіг (1667—1739) — ландграф Гессен-Дармштадтський, одружений з Доротеєю Шарлоттою Бранденбург-Ансбаською, згодом вступив у морганатичний шлюб із Луїзою Софією фон Шпігель, мав семеро законних дітей.
- Георг (1669—1705) — фельдмаршал австрійської армії, віцекороль Каталонії, губернатор Гібралтару; кавалер ордену Золотого руна; одружений не був, дітей не мав.
- Софія Луїза (1670—1758) — одружена з принцом Еттінген-Еттінгенським Альбрехтом Ернстом II, народила дочку і сина.
- Філіп (1671—1736) — австрійський фельдмаршал, губернатор Мантуї; одружений із Марією Терезою де Круа-Гавре, мав п'ятеро дітей;
- Йоганн (1672—1673) — помер немовлям;
- Генріх (1674—1741) — австрійський генерал; одружений не був, дітей не мав;
- Єлизавета Доротея (1676—1721) — одружена з ландграфом Гессен-Гомбурзьким Фрідріхом III, мала семеро дітей;
- Фрідріх (1677—1708) — російський генерал-лейтенант кавалерії у війську Петра I, помер через місяць після битви при Лешно від отриманого поранення; був одружений з Петронеллою фон Штокманнс, мав єдину дочку.